# Замок Хекетт
Замок Хекетт (англ. Castlehacket, Castle Hackett, ірл. Caisleán an Haicéadaigh) — Кастелхекетт, замок Хекетт, Кашлен ан Гайкедайг — один із замків Ірландії, розташований в графстві Ґолвей, біля гори Кнокма, в 6 милях на південний схід від селища Туам.

## Історія замку Хекетт
Замок Хекетт був збудований у ХІІІ столітті в норманському стилі. Судячи по всьому, замок був збудований одним із норманських лицарів, що завойовували Ірландію. Але замок був швидко відбитий і захоплений ірландськими кланами. Відомо, що ірландський клан Кірван володів замком у XV столітті. У XVII столітті замком володів Джон Кірван. Клан Кірван залишив замок Хекетт у XVIII столітті і збудував собі новий великий будинок, що називався Кастелгакетт. Цей будинок був спалений вщент у 1923 році під час громадянської війни в Ірландії. Але потім був відбудований і стоїть і досі. Відомий ірландський поет, лауреат нобелівської премії Вільям Батлер Єйтс згадує цей замок і будинок в передмові до збірника ірландських легенд, що вийшов друком у 1888 році. Зокрема, він пише, що згідно місцевих легенд господарі замку Хекетт ведуть свій рід від фейрі — казкових потойбічних істот.